# Verónica Herrera Souto
Verónica Herrera Souto (castellà: Verónica Valentina Herrera Souto)  (Caracas, 1 de gener de 2000) és una futbolista veneçolana que juga com a defensa a la selecció de Veneçuela i a l'AEM Lleida de la Primera Federació Femenina des del 2024 provinent de la Unión Deportiva Tenerife.
El 2016 va ser reconeguda pel Guinness World Records com la jugadora més jove a jugar un partit en una Copa Libertadores, fita aconseguida amb la samarreta del Caracas FC en l'edició de 2012, celebrada a la ciutat brasilera de Pernambuco, en el partit contra el Club Nacional de Football d'Uruguai, on el Caracas FC acabaria obtenint la victòria per dos gols a zero. En aquell moment Verónica Herrera tenia 12 anys, 10 mesos i 8 dies d'edat.